# Liste des gouverneurs du Nord-Kivu
La province du Nord-Kivu, en République démocratique du Congo, est gérée par un gouverneur habituellement élu. L'actuel gouverneur de la province est le militaire Constant Ndima Kongba depuis mai 2021, nommé directement par le président Félix Tshisekedi après que ce dernier ait placé la province en état de siège.
Cette page dresse la liste des gouverneurs de la province du Nord-Kivu. Avant 1965, le gouverneur avait le titre de « président » de la province.

## Liste des gouverneurs
| Image | Nom                          | Début du mandat      | Fin du mandat      |
| ----- | ---------------------------- | -------------------- | ------------------ |
|       | Benezeth Moley               | 11 septembre 1962    | 6 juillet 1965     |
|       | Denis Paluku                 | 6 juillet 1965       | 28 décembre 1966   |
|       | Konde Vila Kikanda           | 20 juillet 1988      | 1990               |
|       | Basembe Emina                | 1988                 | 1991               |
|       | Jean-Pierre Kalumbo Mbogho   | 1991                 | août 1993          |
|       | Moto Mupenda                 | août 1993            | novembre 1996      |
|       | Léonard Kanyamuhanga Gafundi | 20 septembre ?       | août 2000          |
|       | Eugène Serufuli Ngayabaseka  | 31 juillet 2000      | février 2007       |
|       | Julien Paluku Kahongya       | 24 février 2007      | février 2019       |
|       | Carly Nzanzu Kasivita        | 25 juin 2019         | 10 mai 2021        |
|       | Constant Ndima Kongba        | 10 mai 2021          | Le 30 août 2023    |
|       | Peter Cirimwami              | le 16 septembre 2023 | le 24 janvier 2025 |